# Bánfi József
Bánfi József (Ricse, 1936. január 14. –) festő, grafikus, rajztanár.

## Életútja
Az egri Tanárképző Főiskolán szerezte diplomáját 1959-ben, ahol Jakuba János tanítványa volt. Ezután a miskolci művésztelepen dolgozott hat évig, ahol Lenkey Zoltán volt a mestere. Kifejlesztett egy saját monometszet-eljárást, műveit ezen felül linómetszéssel készíti, munkái tollrajzok, kisgrafikák és ex librisek. Többször jutalmazták nívó- és ösztöndíjjal is. 1965-től Tatabányán él. 1963-tól állítja ki műveit itthon és külföldön is.

## Egyéni kiállítások
- Kölcsey Galéria, Tatabánya
- 1970 • Fiatal Művészek Klubja, Budapest
- 1972 • Népház, Tatabánya • Tatranka Galéria, Poprád
- 1974 • Vármúzeum, Sárospatak
- 1985 • Kertvárosi Művelődési Ház, Tatabánya.

## Válogatott csoportos kiállítások
Komárom megyei tárlatok • Országos Pasztell Biennálé, Esztergom • Skócia, Németország - Komárom megyei művészekkel.